# ماریو گروپیون
ماریو گروپیون (ایتالیایی: Mario Gruppioni; ۱۳ سپتامبر ۱۹۰۱ – ۱۹ ژانویهٔ ۱۹۳۹) کشتی‌گیر اهل ایتالیا بود.